# 国際興業観光バス
国際興業観光バス（こくさいこうぎょうかんこうバス）は、国際興業が経営する貸切バス事業。2004年4月に国際興業バスの観光バス事業を分社して設立。2007年には同じ国際興業グループの国際観光バスの貸切バス事業を譲受した。
2013年8月16日付で、路線バス・ハイヤー・トラベル事業などを運営する国際興業グループ株式会社に吸収合併され、貸切バス事業のブランドとして存続している。国際興業グループの貸切バスを担当するほか、国際興業バスが運行する夜行高速バスで多客期の続行便を運行する場合がある。

## 本社
東京都中央区八重洲二丁目10-3 国際興業本社内

## 事業所
- 観光板橋営業所（旧：国際観光バス本社営業所）
- 観光さいたま営業所（国際興業バス西浦和営業所に併設）

### 過去に存在した事業所
これらの営業所は分社化前に移転・閉鎖したものもある。
- 観光板橋営業所（初代）：板橋区小豆沢。越中島へ移転。
- 観光東京営業所：江東区越中島。閉鎖。
- 観光東池袋営業所：豊島区東池袋、元東京タワー観光バス。山梨交通東京営業所を合併、練馬へ移転。
- 観光練馬営業所：乗合練馬営業所と併設、志村へ移転。

TBSテレビにて放映されたドラマ「痛快!ロックンロール通り」のロケ地となった。
- 観光浦和営業所（配車業務のみ）：川口閉鎖時に西浦和へ統合。
- 観光川口営業所：川口市西青木。後に乗合川越営業所志木分車庫と統廃合の上、西浦和へ移転。

かつては同所前に乗合の「観光車庫前」（現・西青木2丁目）というバス停があった。また、西川口駅からほど近い場所に所在していたため、西川口駅西口発着の戸田の路線車の待機場としても利用されていた。
- 観光西浦和営業所：乗合西浦和営業所に併設。乗合さいたま東営業所開設に伴い、浦和・大宮からの多数の路線移管による増車のため、戸田へ移転。
- 観光川越営業所：川越市神明町。元乗合西浦和営業所川越分車庫内。国際興業バスの川越路線撤退に伴い閉鎖、観光西浦和に統廃合。
- 観光戸田営業所：乗合戸田営業所に併設。再び西浦和へ移転し、観光さいたま営業所として復活。
- 観光志村営業所：乗合志村営業所に併設。国際観光の吸収に伴い観光板橋へ移転。
- 観光横浜営業所：横浜市中区新山下。閉鎖。
- 観光川崎営業所：川崎市川崎区東扇島。閉鎖。

## 沿革
- 1935年6月13日 - 富士団体貸切自動車を東京市大森区大森に設立。
- 1936年
  - 1月11日 - 東京横浜電鉄に買収される。
  - 4月6日 - 東京観光自動車に改称。
- 1946年5月15日 - 国際商事が東京急行電鉄より東京観光自動車を譲受。
- 1947年6月16日 - 国際興業（旧社）を設立。国際商事、東京観光自動車他3社は事業一切を同社に譲渡。
- 1957年11月22日 - 大阪交通、国際興業の傘下に入る。
- 1959年6月25日 - 神戸タクシー、国際興業の傘下に入る。
- 1960年1月14日 - 大阪交通、神戸タクシーを合併。
- 1961年3月30日 - 大阪交通、国際興業（旧社）を合併して国際興業（現社）に改称。
- 2004年
  - 4月1日 - 国際興業バスの貸切バス事業を分社化し、国際興業観光バス株式会社を設立。
  - 9月8日 - 神奈川県へ進出。
- 2007年12月28日 - 国際観光バス（東京都板橋区、東京日野自動車傘下）より事業譲受。
- 2008年7月1日 - 国際興業バスの貸切バス部門が合流。
- 2013年8月16日 - 国際興業グループ株式会社を存続会社として吸収合併。

## 車両
2010年4月1日現在、所有車両数は80台で、内訳はいすゞ車39台、日野車41台である。80台のうち2台が豪華仕様のロイヤルクルーザーである。
国際興業のグループに北海道いすゞ自動車があるため、導入車両のほとんどがいすゞ車であったが、国際観光バスは東京日野自動車の系列子会社であったため日野車が導入されていた。国際観光バスからの譲受車は、当初は塗装変更せず「国際観光」の文字を残したまま、応急措置として後部のオーバーハング部に「国際興業観光バス」の文字を付加していたが、国際興業カラーへ塗り替えられた。
現行車両
- いすゞ・ガーラ
- 日野・セレガ

過去の車両
- いすゞ・スーパークルーザー

ほか

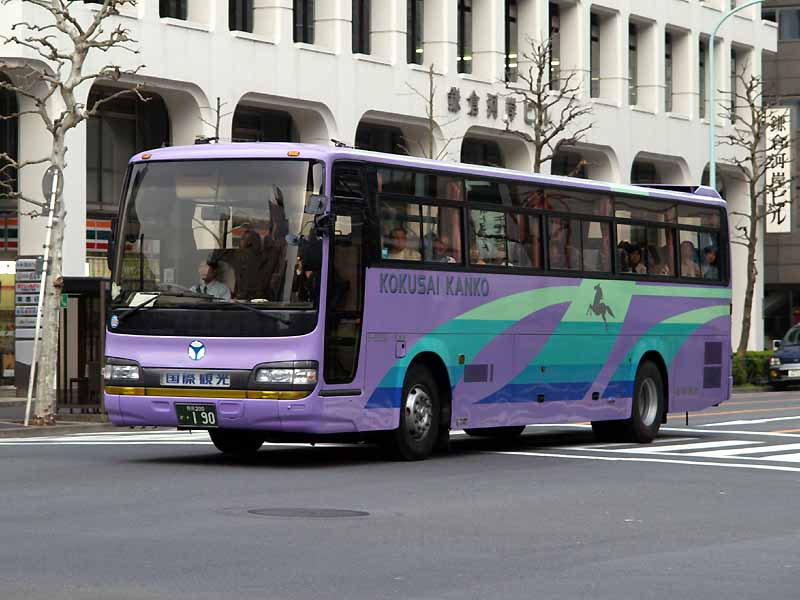
国際観光バスからの譲受車（日野・セレガR）
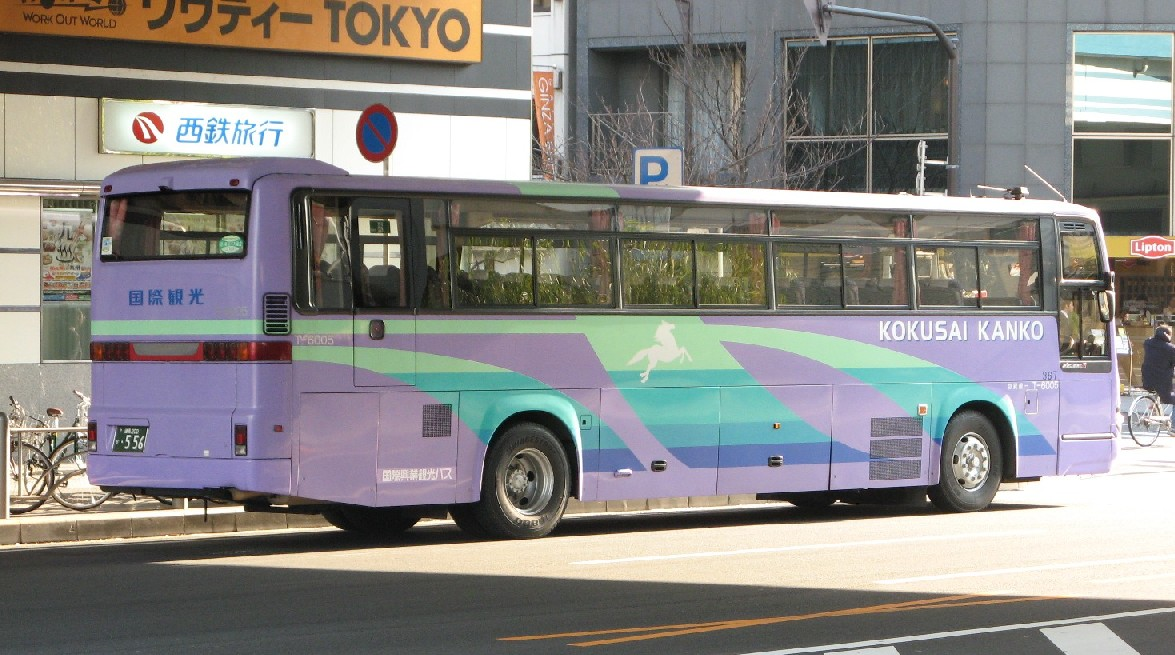
国際観光バスからの譲受車（日野・セレガR）
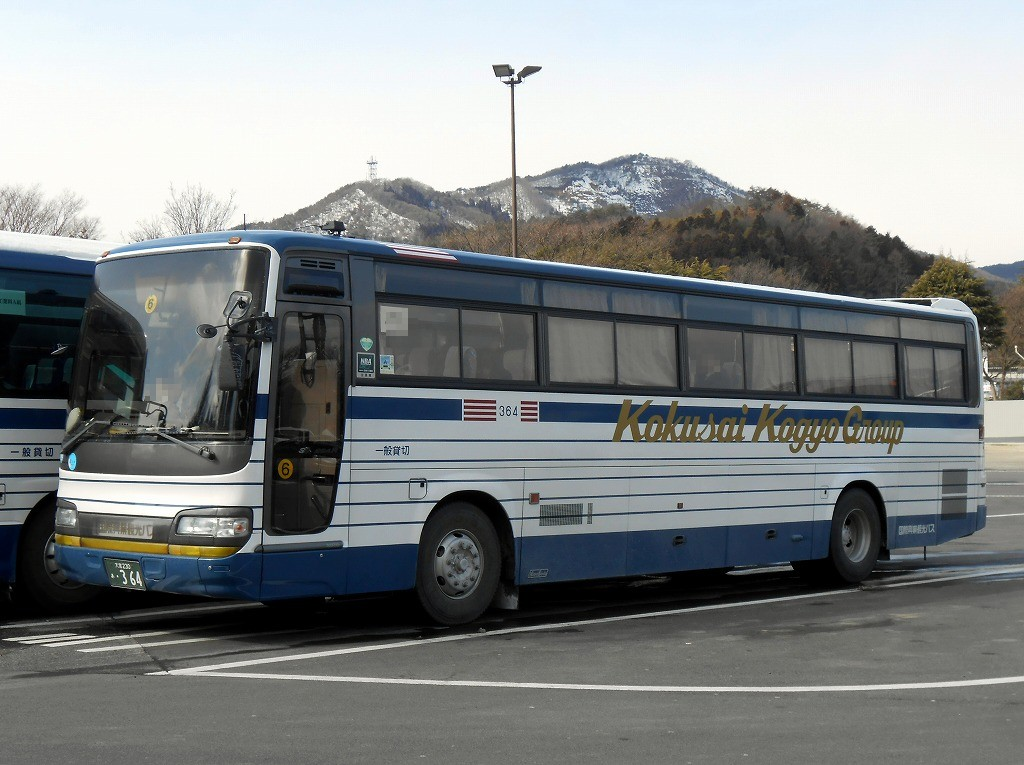
国際観光バスからの譲受車 国際興業カラーに塗装変更後（日野・セレガR）
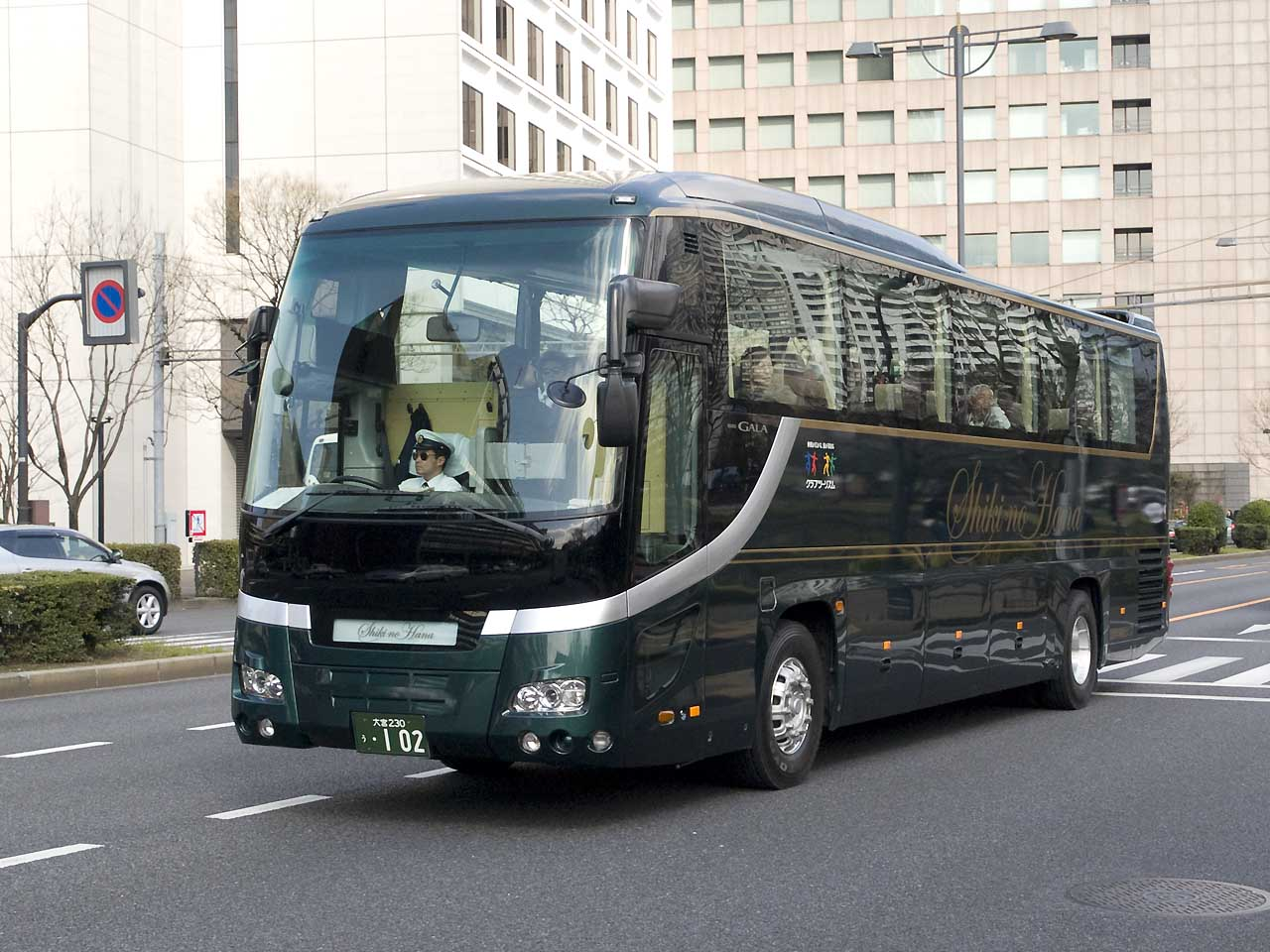
クラブツーリズム専用車「ロイヤルクルーザー四季の華」（いすゞ・ガーラSHD）。
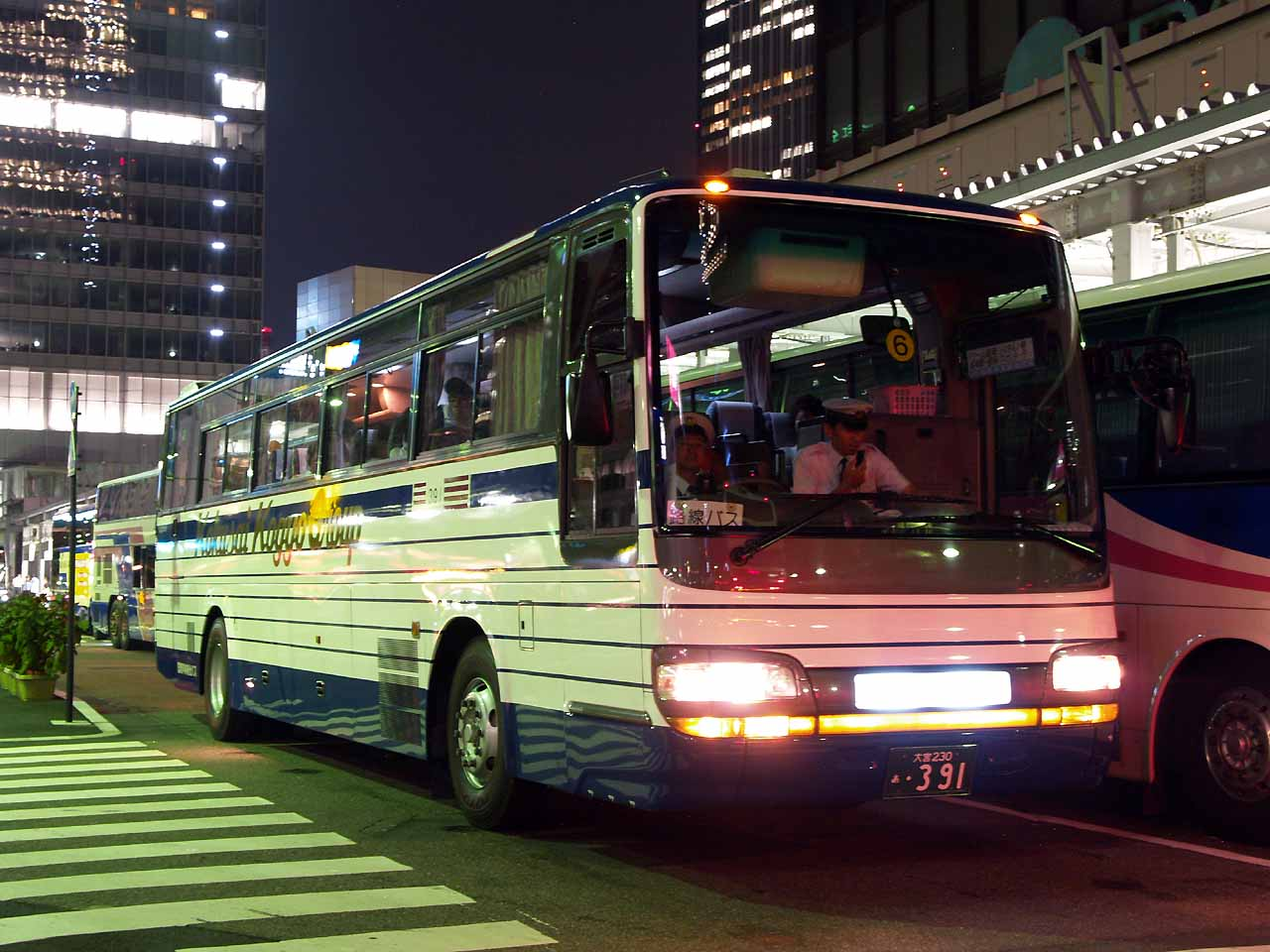
夜行高速バス「ドリーム盛岡 (らくちん) 号」多客期の続行便